# Heyburn
Heyburn és una població dels Estats Units a l'estat d'Idaho. Segons el cens del 2000 tenia 2.899 habitants.

## Demografia
Segons el cens del 2000, Heyburn tenia 2.899 habitants, 1.002 habitatges, i 787 famílies. La densitat de població era de 583 habitants/km².
Dels 1.002 habitatges en un 41,5% hi vivien nens de menys de 18 anys, en un 62,6% hi vivien parelles casades, en un 11,7% dones solteres, i en un 21,4% no eren unitats familiars. En el 18,5% dels habitatges hi vivien persones soles el 6,7% de les quals corresponia a persones de 65 anys o més que vivien soles. El nombre mitjà de persones vivint en cada habitatge era de 2,89 i el nombre mitjà de persones que vivien en cada família era de 3,28.
Per edats la població es repartia de la següent manera: un 32,5% tenia menys de 18 anys, un 10% entre 18 i 24, un 26% entre 25 i 44, un 22,2% de 45 a 60 i un 9,2% 65 anys o més.
L'edat mediana era de 31 anys. Per cada 100 dones de 18 o més anys hi havia 95,4 homes.
La renda mediana per habitatge era de 31.685 $ i la renda mediana per família de 37.663 $. Els homes tenien una renda mediana de 28.226 $ mentre que les dones 20.951 $. La renda per capita de la població era de 12.591 $. Aproximadament el 13% de les famílies i el 17% de la població estaven per davall del llindar de pobresa.

## Poblacions més properes
El següent diagrama mostra les poblacions més properes.